# Elecciones estatales de Hidalgo de 2021
Las elecciones estatales de Hidalgo de 2021 se llevaron a cabo el domingo 6 de junio de 2021, y en ellas se renovaron los 30 diputados del Congreso del Estado de Hidalgo, de los cuales 18 serán electos por mayoría relativa y 12 designados mediante representación proporcional para integrar la LXV Legislatura. Además, se realizarán simultáneamente, elecciones extraordinarias para los municipios de Acaxochitlán e Ixmiquilpan.

## Organización

### Partidos políticos
En las elecciones estatales tienen derecho a participar catorce partidos políticos. Diez son partidos políticos con registro nacional: Partido Acción Nacional (PAN), Partido Revolucionario Institucional (PRI), Partido de la Revolución Democrática (PRD), Partido del Trabajo (PT), Partido Verde Ecologista de México (PVEM), Movimiento Ciudadano (MC), Movimiento Regeneración Nacional (MORENA), Partido Encuentro Solidario (PES), Fuerza por México (FPM) y Redes Sociales Progresistas (RSP). Y cuatro son partidos políticos estatales: Podemos, Más Por Hidalgo, Nueva Alianza Hidalgo y Partido Encuentro Social de Hidalgo.

### Distritos electorales
Para la elección de diputados de mayoría relativa del Congreso del Estado de Hidalgo la entidad se divide en 18 distritos electorales.
| Distrito | Cabecera              | Municipios | Mapa |
| -------- | --------------------- | ---------- | ---- |
| 1        | Zimapán               | 8          |      |
| 2        | Zacualtipán           | 11         |      |
| 3        | Orizatlán             | 6          |      |
| 4        | Huejutla de Reyes     | 3          |      |
| 5        | Ixmiquilpan           | 5          |      |
| 6        | Huichapan             | 6          |      |
| 7        | Mixquiahuala          | 5          |      |
| 8        | Actopan               | 6          |      |
| 9        | Metepec               | 9          |      |
| 10       | Apan                  | 5          |      |
| 11       | Tulancingo            | 1          |      |
| 12       | Pachuca               | 1          |      |
| 13       | Pachuca               | 1          |      |
| 14       | Tula de Allende       | 3          |      |
| 15       | Tepeji del Río        | 4          |      |
| 16       | Tizayuca              | 4          |      |
| 17       | Mineral de la Reforma | 2          |      |
| 18       | Tepeapulco            | 5          |      |

## Resultados
|  | 37.88 % |

|  | 27.04 % |

|  | 8.31 % |

|  | 4.73 % |

|  | 3.46 % |

|  | 2.51 % |

|  | 2.32 % |

|  | 2.22 % |

|  | 2.10 % |

|  | 2.07 % |

|  | 1.84 % |

|  | 1.25 % |

|  | 0.06 % |

### Diputados locales

#### Distrito 2: Zacualtipán de Ángeles
El Tribunal Electoral del Estado de Hidalgo (TEEH) anuló tres casillas, por tener funcionarios que no pertenecían a la sección electoral; con lo que se modificó los resultados donde el ganador era el candidato de la Coalición Juntos Haremos Historia en Hidalgo, y otorgó el triunfo el PRI. El PRI pasó de 23 428 a 23 249, mientras la coalición integrada por Morena, Verde, PT y Nueva Alianza disminuyó sus números de 23 460 a 23 123.

### Ayuntamientos

#### Acaxochitlán
|  | 1.48 % |

|  | 40.29 % |

|  | 45.06 % |

|  | 7.40 % |

|  | 1.97 % |

|  | 0.03 % |

|  | 96.23 % |

|  | 3.77 % |

|  | 55.70 % |